# Chakaria
Chakaria è un sottodistretto (upazila) del Bangladesh situato nel distretto di Cox's Bazar, divisione di Chittagong. Si estende su una superficie di 643,46 km² e conta una popolazione di 409.346 abitanti (dato censimento 1991). 

## Geografia
Chakoria si trova a 21,7861°N 92,0778°E. Conta 88.391 famiglie e una superficie totale di 503,83 km2. Un tempo qui c'era una foresta di mangrovie chiamata Chakaria Sunderban. Ma ora non c'è più.